# Hans Hartwig von Beseler
Hans Hartwig von Beseler (27 tháng 4 năm 1850 – 20 tháng 12 năm 1921) là một Thượng tướng trong quân đội Đức. Từng tham gia chiến đấu trong cuộc Chiến tranh Pháp-Đức (1870 – 1871), ông được thăng tiến nhanh chóng và trở thành Phó Tổng tham mưu trưởng vào năm 1899. Về sau, ông về hưu, nhưng lại được bổ nhiệm làm chỉ huy trưởng của Quân đoàn Trừ bị III khi cuộc Chiến tranh thế giới thứ nhất bùng nổ vào năm 1914, và được biết đến nhiều nhất vì đã vây hãm thành công pháo đài Antwerp của Bỉ. Ngoài ra, ông còn thể hiện tài năng của mình trong việc đánh chiếm pháo đài Novogeorgievsk từ tay quân đội Nga vào năm 1915. Sau thắng lợi này, Beseler được bổ nhiệm làm Toàn quyền phần thuộc Đức của Vương quốc Lập hiến Ba Lan, và tại nhiệm cho đến khi chiến tranh kết thúc. Trên cương vị này, ông thực hiện một chính sách thân hữu với người Ba Lan, và không những thất bại, chính sách này còn gây cho ông bị nghi kỵ sâu sắc tại Berlin.

## Tiểu sử
Beseler chào đời tại Greifswald, Pommern. Cha ông, Georg Beseler, là một giáo sư luật ở Trường Đại học Greifswald. Ông đã gia nhập quân đội Phổ vào năm 1868, và tham gia chiến đấu trong cuộc Chiến tranh Pháp-Đức (1870 – 1871), với tư cách là một trung úy trong một đại đội công binh. Sau đó, ông thăng tiến nhanh chóng qua các cấp bậc, trải qua hàng loạt chức vụ tham mưu và chỉ huy. Ông được bổ nhiệm làm Phó Tổng tham mưu trưởng vào năm 1899, và được nhìn nhận là người thừa kế của Schlieffen. Chính trong giai đoạn này, ông được Đức hoàng Wilhelm II liệt vào hàng khanh tướng năm 1904. Tuy vậy, sau khi Schlieffen về hưu, chức vụ Tổng tham mưu trưởng thuộc về Moltke. Beseler lên quân hàm Trung tướng vào năm 1907, và quyết định nghỉ hưu vào năm 1910 khi đang giữ chức vụ Tướng thanh tra Bộ binh. Năm 1912, ông gia nhập Viện Quý tộc Phổ. Tuy nhiên, khi cuộc Chiến tranh thế giới thứ nhất bùng nổ vào năm 1914, ông được triệu hồi vào quân đội Đức và được cử làm chỉ huy trưởng Quân đoàn Trừ bị III – một phần thuộc Tập đoàn quân số 1 dưới quyền Thượng tướng Alexander von Kluck.
Ông được giao nhiệm vụ xâm lược Bỉ nhanh chóng. Quân đội Đức đánh chiếm Brussels vào ngày 20 tháng 8 năm 1914 và bộ chỉ huy quân đội Đức coi quân đội Bỉ là đã thất trận. Lực lượng chủ yếu của các tập đoàn quân Đức tiến vào Pháp, để lại Quân đoàn Trừ bị III ở phía sau. Vào ngày 9 tháng 9, Beseler được lệnh đánh chiếm thành phố Antwerp của Bỉ. Cuộc vây hãm Antwerp đã chấm dứt vào ngày 10 tháng 10, khi Thị trưởng Antwerp Jan De Vos tuyên bố thành phố đầu hàng. Beseler truy kích quân Bỉ và bị chặn đứng trong trận sông Yser.
Vào mùa xuân năm 1915, Beseler được phái sang Mặt trận phía Đông, gia nhập Tập đoàn quân số 9 dưới quyền tướng Max von Gallwitz, và chỉ huy thành công cuộc vây hãm pháo đài Novogeorgievsk, mang lại cho phía Đức hơn 85.000 tù binh Nga. Vào ngày 27 tháng 8, ông được bổ nhiệm làm Thống đốc Generalgouvernement Warschau, khu vực thuộc các lãnh thổ Ba Lan nằm dưới sự chiếm đóng quân sự của Đức. Beseler hy vọng thiết lập chí ít 3 sư đoàn bao gồm quân tình nguyện người Ba Lan chiến đấu cho phe Liên minh Trung tâm, và để làm được điều đó ông muốn xây dựng "vẻ bề ngoài của một nước Ba Lan độc lập". Ông cũng ủng hộ kế hoạch Dải biên giới Ba Lan, theo đó cư dân Ba Lan và Do Thái sẽ bị trục xuất hàng loạt từ các lãnh thổ mà Đế quốc Đức sáp nhập từ Ba Lan thuộc Nga, và sau đó dân định cư Đức sẽ đến sinh sống tại khu vực này.
Beseler tái khai trương Trường Đại học Warszawa và Viện Bách khoa Warszawa vào tháng 11 năm 1915 và cho phép tiếng Ba Lan được sử dụng trong trường Đại học lần đầu tiên kể từ năm 1869. Các hội đồng thành phố được bầu và cơ quan pháp lý cấp thấp được thiết lập bởi dân địa phương Ba Lan. Bất chấp những nỗ lực này, ý định của người Đức là dễ hiểu và người Ba Lan không bao giờ mục đích của mình và người Ba Lan luôn luôn chống đối sự thống trị của Đức, trong khi những lời kêu gọi quân tình nguyện Ba Lan chỉ mang lại những kết quả đáng thật vọng; đối với đa số người Ba Lan, một chiến thắng của phe Hiệp ước được xem là hy vọng lớn nhất về nền độc lập thực thụ của Ba Lan. Không những thế, chính sách của Beseler đã khiến cho ông bị Chính phủ Berlin nghi kỵ.
Tuy vậy, thái độ thân Ba Lan của ông Beseler là cái cớ để Bộ Chỉ huy Tối cao Thứ ba – nền độc tài quân sự trên thực tế của Đức do Hindenburg và Ludendorff đứng đầu, tuyên bố thành lập Vương quốc Ba Lan vào tháng 11 năm 1916, chỉ với mục đích khai thác về quân sự và kinh tế. Sau Đạo luật ngày 5 tháng 11 năm 1916, Beseler, giờ đây mang quân hàm Thượng tướng, ở lại Ba Lan và vẫn nắm giữ thực quyền như một Toàn quyền của Chính quyền Tổng quát Warszawa, phần đất thuộc Đức của Vương quốc Ba Lan, cùng với viên Toàn quyền người Áo là tướng Karl Kuk, người cư trú tại Lublin. Ông cũng là ư lệnh trên danh nghĩa của Các lực lượng vũ trang Ba Lan thuộc Đức (Polnische Wehrmacht). Sau khi Đạo luật ngày 5 tháng 11 được công bố, ông tổ chức một nghi lễ tại Lâu đài Hoàng gia Warszawa, với các hoạt động như phất cờ Ba Lan và trình diễn quốc ca Ba Lan, nhằm bày tỏ thiện ý của Beseler đối với dân chúng Ba Lan. Tuy nhiên, buổi lễ đã mang lại cho viên Toàn quyền người Đức kết quả trái với sự mong đợi, khi quần chúng Ba Lan hô "Bọn Đức cút đi!".
Vào ngày 4 tháng 10 năm, Beseler ban bố một sắc lệnh đề ra chế độ lao động cưỡng bức đối với nam giới Ba Lan từ độ tuổi 18 đến 45
Sau khi Ba Lan tuyên bố độc lập vào ngày 11 tháng 11 năm 1918 và mọi binh lính Đức ở Warszawa. Beseler phải cải trang chạy về Đức. Một con người đau khổ và vỡ mộng, bị những người bảo thủ và dân tộc chủ nghĩa Đức công kích vì quá tự do tại Ba Lan trong khi lại không được ưa chuộng ở Ba Lan vì mang nặng tính chất Phổ, Beseler từ trần vào năm 1921 tại Neu-Babelsberg gần Potsdam. Ông được mai táng tại nghĩa trang Invalidenfriedhof ở Berlin.

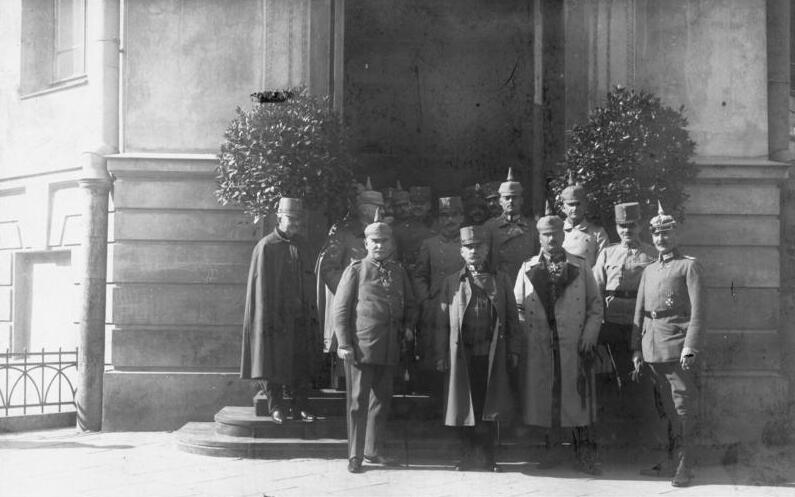
Beseler (thứ nhất từ bên trái) và Kuk (thứ hai từ bên trái) ở Lublin, 1916

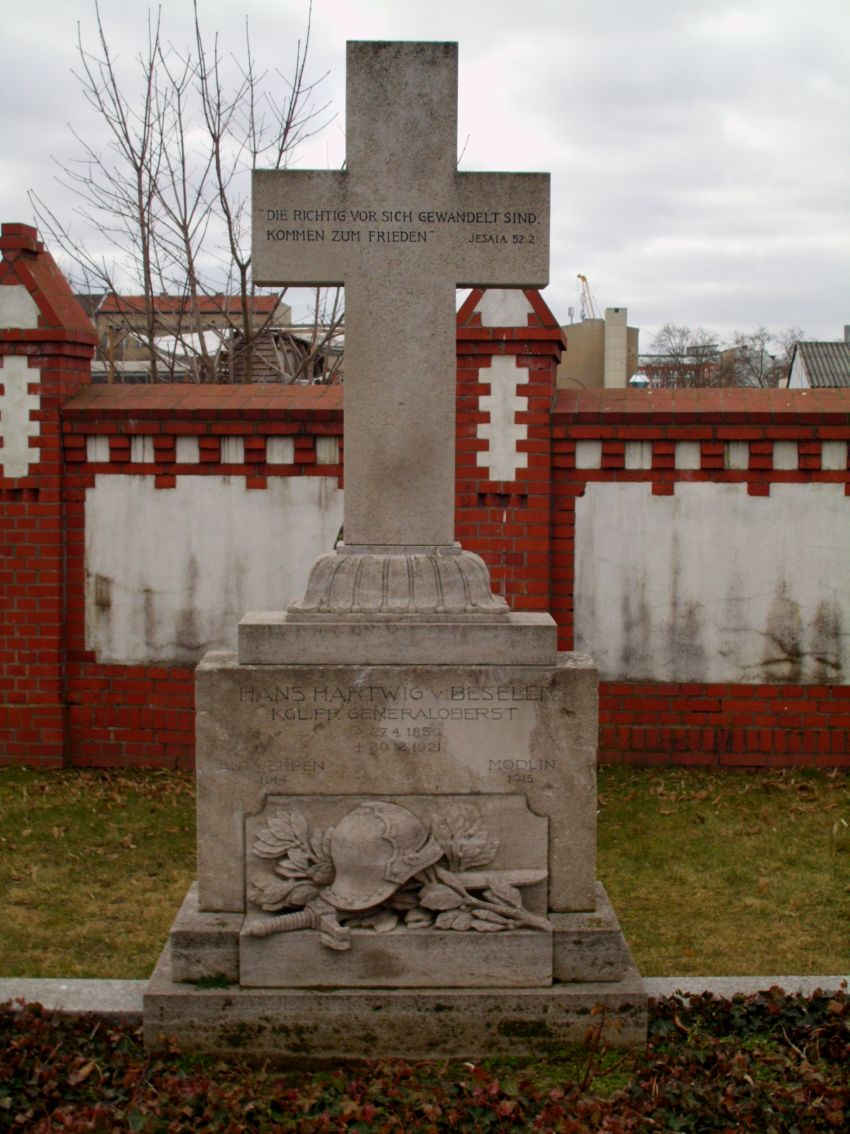
Mộ phần Hans Hartwig von Beseler tại nghĩa trang Invalidenfriedhof Berlin

## Phong tặng
Beseler, bên cạnh nhiều huân chương nhỏ, được nhận Huân chương Quân công và Thập tự Sắt (hạng nhất và hạng nhì) của Phổ, và là Chỉ huy mang Ngôi sao và Vương miện của Huân chương Hoàng gia Hohenzollern của Phổ.